# Xenophysella greensladeae
Xenophysella greensladeae är en insektsart som beskrevs av Burckhardt 2009. Xenophysella greensladeae ingår i släktet Xenophysella och familjen Peloridiidae. Inga underarter finns listade i Catalogue of Life.